# Trailblazer Pipeline
Trailblazer Pipeline — трубопровід, через який транспортують природний газ з басейнів Скелястих гір до міста врізки в газопровід Natural Gas Pipeline Company of America.
На початку 1980-х років ввели в експлуатацію трубопровід Trailblazer, який перекачував продукцію у східному напрямку від газового хабу Шаєнн на кордоні Вайомінгу та Колорадо. Сам хаб розташований на території басейну Денвер-Юлесбург, крім того, він з'єднаний з іншими басейнами Скелястих гір — Piceance, Грейт-Грін-Рівер, Паудер-Рівер — за допомогою різних газопровідних систем, зокрема, Wyoming Interstate Company та Colorado Interstate Gas. Також можна відзначити, що на початку 21 століття в басейні Денвер-Юлесбург почалась активна розробка сланцевої формації Ніобрара.
Довжина трубопроводу, що прямує до Beatrice у штаті Небраска, становить 436 миль. Кінцевою точкою є компресорна станція № 106 у системі Natural Gas Pipeline Company of America, яка створена для поставок блакитного палива з регіону Мексиканської затоки до району Великих Озер. Частина ресурсу передається до Northern Natural Gas. Також можна відмітити сполучення з потужною системою Rockies Express, що прокладена у широтному напрямку далі на схід.
Trailblazer Pipeline виконано в діаметрі 900 мм з розрахунку на робочий тиск до 6,9 МПа. Після проведених модернізацій, найбільш серйозна з яких відбулась у 2002 році, пропускна здатність Trailblazer зросла до 9 млрд м3 на рік, що забезпечується роботою потужностей хабу Шаєнн та трьох компресорних станцій уздовж маршруту.